# Perry Mason e la testimone guercia
Perry Mason e la testimone guercia (The Case Of The One-Eyed Witness) è un romanzo giallo del 1950 scritto da Erle Stanley Gardner e appartenente alla serie con protagonista il celebre avvocato Perry Mason.

## Trama
Mentre è a cena con Della Street, Perry Mason riceve una misteriosa telefonata: una donna terrorizzata afferma di avergli spedito un plico con del denaro e un ritaglio di giornale, e gli affida il compito di riferire al signor Medford D. Carlin di trovarsi un altro socio in affari. Poi scompare senza lasciare traccia. Ricevuti effettivamente i soldi e il ritaglio (in cui si parla della truffatrice Helen Hampton), Perry porta a termine il suo incarico: solo che il signor Carlin, un sessantenne miope dall'aria innocua, dichiara di non avere alcun socio e di non sapere nulla di Helen Hampton. Perry ha dei dubbi, e si accinge a farlo sorvegliare dagli uomini di Paul Drake, quando la casa di Carlin va a fuoco per un incendio doloso e all'interno si scopre un cadavere carbonizzato.
Sempre tentando di rintracciare la sua cliente, che si è lasciata dietro solo un profumo e un biglietto con quella che sembra essere la combinazione di una cassaforte, Perry si imbatte nel losco agente immobiliare Arthman D. Fargo, la cui moglie Myrtle è forse la donna misteriosa che cerca. Solo che dopo un breve colloquio con lui, anche Arthman viene assassinato, e ad esserne sospettata è la moglie, contro la quale sembra pesare anche il disperato quanto maldestro tentativo di fabbricarsi un alibi.

## Personaggi
- Perry Mason, celebre avvocato
- Della Street, la sua segretaria
- Paul Drake, investigatore privato e collaboratore di Mason
- Tenente Tragg, della Squadra Omicidi
- Myrtle Fargo, misteriosa donna
- Arthman D. Fargo, suo marito e agente immobiliare
- Medford D. Carlin, bibliofilo
- Pierre Larue, direttore di sala del ristorante Oca d'oro
- Celinda Gilson, fotografa dell'Oca d'oro
- Newton Maynard, la "testimone guercia"
- Carlton B. Radcliff, oculista e ottico
- Hamilton Burger, procuratore distrettuale

## Edizioni italiane
- Perry Mason e la testimone guercia, collana Il Giallo Mondadori n. 166, Arnoldo Mondadori Editore, aprile 1952.
- Perry Mason e la testimone guercia, collana I classici del Giallo Mondadori n. 956, Arnoldo Mondadori Editore, maggio 2003, pp. 217.